# Ride the High Country
Ride the High Country is een Amerikaanse western uit 1962 onder regie van Sam Peckinpah.

## Verhaal
De voormalige sheriff Steve Judd moet een goudtransport begeleiden. Hij vraagt zijn oude makker Gil Westrum en diens helper Heck Longtree om hem te vergezellen. Wanneer ze de nacht doorbrengen op de boerderij van de godsdienstfanaat Joshua Kudsen, leren ze diens dochter Elsa kennen. Zij wil weglopen van haar vader om te trouwen met Billy Hammond. Dat leidt tot een conflict tussen het drietal. Gil en Heck zijn immers van plan het goud te stelen.

## Rolverdeling
| Acteur              | Personage        |
| ------------------- | ---------------- |
| Randolph Scott      | Gil Westrum      |
| Joel McCrea         | Steve Judd       |
| Mariette Hartley    | Elsa Knudsen     |
| Ron Starr           | Heck Longtree    |
| Edgar Buchanan      | Rechter Tolliver |
| R.G. Armstrong      | Joshua Knudsen   |
| Jenie Jackson       | Kate             |
| James Drury         | Billy Hammond    |
| L.Q. Jones          | Sylvus Hammond   |
| John Anderson       | Elder Hammond    |
| John Davis Chandler | Jimmy Hammond    |
| Warren Oates        | Henry Hammond    |